# فيرونيك أوفالدي
فيرونيك أوفالدي (بالفرنسية: Véronique Ovaldé)‏ (وُلدت عام 1972)، هي روائية فرنسيَّة، فازت روايتها الخامسة "Et mon cœur transparent" بجائزة فرنسا للثقافة/تيليراما [الإنجليزية] في عام 2008. كما فازت روايتها السابعة "Ce que je sais de Vera Candida" بجائزة رينودو دي ليسين في عام 2009 وجائزة فرنسا للتلفزيون [الإنجليزية] في عام 2009 والجائزة الكبرى لقراء إيللي [الإنجليزية] في عام 2010. تُرجم كتابين من أعمالها إلى الإنجليزية من قبل أدريانا هنتر [الإنجليزية]، لكن مؤلفات فيرونيك الأخرى لا تزال مُتاحة للناشرين والمترجمين المهتمين. تُقيم فيرونيك في باريس.

## مؤلفاتها
كتبت فيرونيك العديد من الروايات كما حصلت على جوائز عدة، ومنها:
- Le Sommeil des poissons، صدرت عن دار النشر سوي في عام 2000
- Toutes choses scintillant, L'Ampoule، صدرت في عام 2002
- Les hommes en général me plaisent beaucoup، صدرت في عام 2003
- Déloger l’animal، صدرت في عام 2005
- La Très Petite Zébuline with Joëlle Jolivet، صدرت في عام 2006
- Et mon cœur transparent، صدرت في عام 2008
- Ce que je sais de Vera Candida، صدرت في عام 2009
- La Salle de bains du Titanic، صدرت في عام 2009
- Des vies d'oiseaux، صدرت في عام 2011
- La Salle de bains du Titanic، صدرت في عام 2012
- La Grâce des brigands، صدرت في عام 2013
- Paloma et le vaste monde، صدرت في عام 2015
- Quatre cœurs imparfaits، صدرت في عام 2015
- Soyez imprudents les enfants، صدرت في عام 2016